# Numenius madagascariensis
Il chiurlo orientale (Numenius madagascariensis (Linnaeus, 1766)) è un uccello della famiglia Scolopacidae.

## Distribuzione e habitat
Questo uccello, contrariamente a quanto l'epiteto specifico madagascariensis possa fare pensare, non vive in Madagascar, bensì nidifica nell'estremo oriente, dalla Siberia alla Mongolia, e durante il resto dell'anno viene avvistato anche dalla Cina al Vietnam, in Alaska, in Giappone, nelle Filippine, in Indonesia, in Thailandia, Malaysia e Papua Nuova Guinea, in Australia e Nuova Zelanda. Accidentalmente si spinge anche in Bangladesh.